# Аарон Бротен
Аарон Бротен (англ. Aaron Broten, нар. 14 листопада 1960, Росо) — колишній американський хокеїст, що грав на позиції центрального нападника, крайнього нападника.
Брати: Пол Бротен і Ніл Бротен.
Провів понад 700 матчів у Національній хокейній лізі.

## Ігрова кар'єра
Хокейну кар'єру розпочав 1979 року.
1980 року був обраний на драфті НХЛ під 106-м загальним номером командою «Колорадо Рокіз».
Протягом професійної клубної ігрової кар'єри, що тривала 13 років, захищав кольори команд «Колорадо Рокіз», «Нью-Джерсі Девілс», «Міннесота Норт-Старс», «Квебек Нордікс», «Торонто Мейпл-Ліфс» та «Вінніпег Джетс».
Загалом провів 782 матчі в НХЛ, включаючи 34 гри плей-оф Кубка Стенлі.

## Статистика
| Сезон        | Клуб                      | Ліга         | Регулярний сезон | Регулярний сезон | Регулярний сезон | Регулярний сезон | Регулярний сезон | Плей-оф | Плей-оф | Плей-оф | Плей-оф | Плей-оф |
| Сезон        | Клуб                      | Ліга         | І                | Г                | П                | О                | ШХ               | І       | Г       | П       | О       | ШХ      |
| ------------ | ------------------------- | ------------ | ---------------- | ---------------- | ---------------- | ---------------- | ---------------- | ------- | ------- | ------- | ------- | ------- |
| 1979–80      | Міннесотський університет | НКАА         | 41               | 25               | 47               | 72               | 8                | —       | —       | —       | —       | —       |
| 1980–81      | Міннесотський університет | НКАА         | 45               | 47               | 59               | 106              | 24               | —       | —       | —       | —       | —       |
| 1980–81      | «Колорадо Рокіз»          | НХЛ          | 2                | 0                | 0                | 0                | 0                | —       | —       | —       | —       | —       |
| 1981–82      | «Форт-Ворт Тексанс»       | ЦПХЛ         | 19               | 15               | 21               | 36               | 11               | —       | —       | —       | —       | —       |
| 1981–82      | «Колорадо Рокіз»          | НХЛ          | 58               | 15               | 24               | 39               | 6                | —       | —       | —       | —       | —       |
| 1982–83      | «Вічита»                  | ЦПХЛ         | 4                | 0                | 4                | 4                | 0                | —       | —       | —       | —       | —       |
| 1982–83      | «Нью-Джерсі Девілс»       | НХЛ          | 73               | 16               | 39               | 55               | 28               | —       | —       | —       | —       | —       |
| 1983–84      | «Нью-Джерсі Девілс»       | НХЛ          | 80               | 13               | 23               | 36               | 36               | —       | —       | —       | —       | —       |
| 1984–85      | «Нью-Джерсі Девілс»       | НХЛ          | 80               | 22               | 35               | 57               | 38               | —       | —       | —       | —       | —       |
| 1985–86      | «Нью-Джерсі Девілс»       | НХЛ          | 66               | 18               | 25               | 43               | 26               | —       | —       | —       | —       | —       |
| 1986–87      | «Нью-Джерсі Девілс»       | НХЛ          | 80               | 26               | 53               | 79               | 36               | —       | —       | —       | —       | —       |
| 1987–88      | «Нью-Джерсі Девілс»       | НХЛ          | 80               | 26               | 57               | 83               | 80               | 20      | 5       | 11      | 16      | 20      |
| 1988–89      | «Нью-Джерсі Девілс»       | НХЛ          | 80               | 16               | 43               | 59               | 81               | —       | —       | —       | —       | —       |
| 1989–90      | «Нью-Джерсі Девілс»       | НХЛ          | 42               | 10               | 8                | 18               | 36               | —       | —       | —       | —       | —       |
| 1989–90      | «Міннесота Норт-Старс»    | НХЛ          | 35               | 9                | 9                | 18               | 22               | 7       | 0       | 5       | 5       | 8       |
| 1990–91      | «Квебек Нордікс»          | НХЛ          | 20               | 5                | 4                | 9                | 6                | —       | —       | —       | —       | —       |
| 1990–91      | «Торонто Мейпл-Ліфс»      | НХЛ          | 27               | 6                | 4                | 10               | 32               | —       | —       | —       | —       | —       |
| 1991–92      | «Монктон Гокс»            | АХЛ          | 4                | 0                | 2                | 2                | 0                | —       | —       | —       | —       | —       |
| 1991–92      | «Вінніпег Джетс»          | НХЛ          | 25               | 4                | 5                | 9                | 14               | 7       | 2       | 2       | 4       | 12      |
| Усього в НХЛ | Усього в НХЛ              | Усього в НХЛ | 748              | 186              | 329              | 515              | 441              | 34      | 7       | 18      | 25      | 40      |